# Voortkapel
Voortkapel is een dorp in de Belgische provincie Antwerpen. Het dorp ligt in de gemeente Westerlo. Voortkapel kende in 2017 2735 inwoners. Het is daarmee het kleinste dorp van de deelgemeente Westerlo.

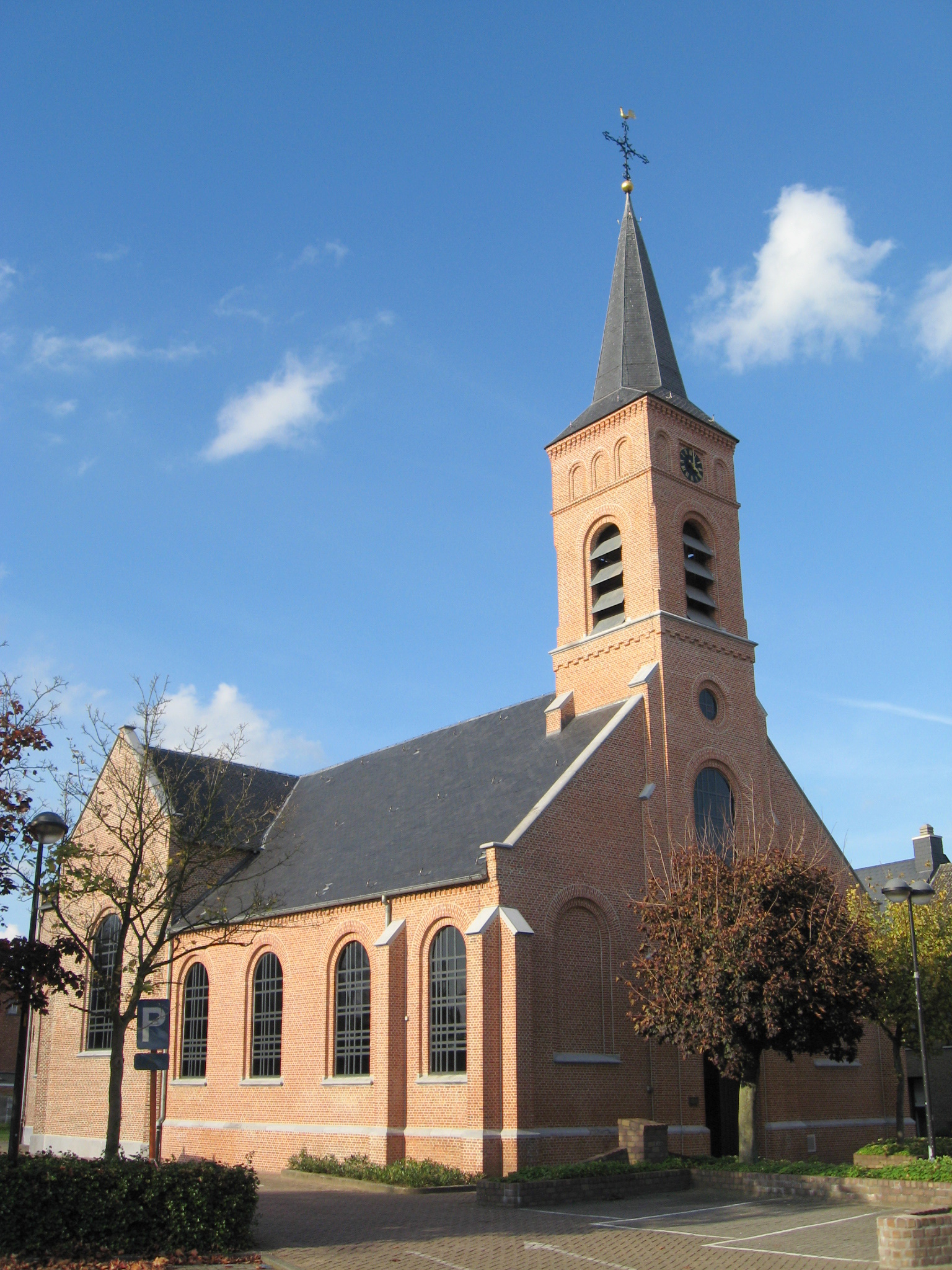
Onze-Lieve-Vrouw ten Hemel Opgenomenkerk

## Bezienswaardigheden
- De Onze-Lieve-Vrouw-ten-Hemel-Opgenomenkerk op het Kapelplein
- Het orgelmuseum in de Kloosterstraat, waarin men dansorgels en draaiorgels kan vinden [1].

## Natuur en landschap
Voortkapel ligt in de Kempen op een hoogte van ongeveer 13 meter.

## Nabijgelegen kernen
Oosterwijk, Morkhoven, Olen, Tongerlo, Zoerle-Parwijs
1. ↑  Draaiorgelmuseum

Deelgemeenten: Oevel · Tongerlo · Westerlo · Zoerle-Parwijs

Overige plaatsen: Heultje · Oosterwijk · Voortkapel · Westerlo

Belgische gemeenten · Arrondissement Turnhout · Antwerpen · Vlaanderen